# ЛиАЗ-5280
ЛиАЗ-5280 — российский высокопольный троллейбус большой вместимости для внутригородских пассажирских перевозок, производства Ликинского автобусного завода. Разработан на базе автобуса ЛиАЗ-5256. Троллейбус оснащён реостатно-контакторной системой управления (РКСУ) и комплектовался задними мостами Raba. Унифицированная агрегатная база позволяет использовать запасные части как для автобуса, так и для троллейбуса, что значительно снижает эксплуатационные издержки. Было выпущено 265 троллейбусов модели ЛиАЗ-5280, ЛиАЗ-5280 (ВЗТМ) и ПТ-5280.02.

## Техническое устройство
Троллейбус ЛиАЗ-5280 предназначен для перевозки пассажиров по дорогам с капитальным покрытием и рассчитан на эксплуатацию при температурах воздуха от минус 40° до плюс 40°С и относительной влажности до 80% при температуре 20°С и в районах, расположенных на высоте до 1200 метров над уровнем моря.
На ЛиАЗ-5280 используется реостатно-контакторная система управления тяговым электродвигателем. На крыше установлены постамент и рама с оборудованием, а также труба, короба и раструб, предназначенные для прокладки проводов и жгутов при монтаже оборудования. На постаменте размещены два реактора помехоподавления ИК-20А, асбоцементная плита с шунтовыми сопротивлениями СР-200 и основание токоприемников РТ-6И. На раме смонтированы клеммовая коробка с демпферным сопротивлением, преобразователи напряжения ПНР-100, ящики пуско-тормозных сопротивлений КФ-51Г и групповой реостатный контроллер ЭКГ-20Б-1.

### Технические характеристики
Ниже приведены технические характеристики троллейбуса ЛиАЗ-5280 (ВЗТМ):
- Колёсная формула — 4х2 / задние
- Схема компоновки — расположение тягового электродвигателя продольное в заднем свесе
- Тип кузова — вагонного типа, одноэтажный, закрытый, цельнометаллический, сварной, несущий
- Количество дверей — три двухстворчатые двери
- Кабина водителя — полузакрытого или закрытого типа
- Количество мест для сидения
  - 22+1
  - 23+1
- Пассажировместимость — 116
- Распределение статической нагрузки, передаваемой на дорогу колёсами троллейбуса при полной конструктивной массе
  - через колёса передней оси — 7250
  - через колёса задней оси — 10530
- Габаритные размеры
  - длина до лестницы / с лестницей — 11400 / 11800
  - ширина по кузову / по зеркалам — 2500 / 3400
  - высота (с опущенными токоприёмниками) — 3470
  - база — 5840
  - колея передних / задних колёс — 2050 / 1840
- расчётная максимальная конструктивная скорость при заявленных шинах, тяговом электродвигателе ДК-213 — не более 65 км/ч

## История
Неудачную попытку наладить серийное производство троллейбусов Ликинский автобусный завод предпринял в начале 1990-х годов, изготовив опытный экземпляр ЛиАЗ-5256Т. Официально ЛиАЗ начал производить троллейбусы с 2005 года, поставляя готовые машинокомплекты подрядчикам, оснащавшим кузова всем необходимым электрооборудованием. В декабре 2007 года на ЛиАЗе было открыто собственное производство троллейбусов, которое включало в себя полный производственный цикл.

### Модификации
- ЛиАЗ-5280 — оригинальная модификация, выпускаемая на Ликинском автобусном заводе с 2008 по 2012 год. Всего было выпущено 78 троллейбусов.
- ЛиАЗ-5280 (ВЗТМ) — модификация, прошедшая досборку на Волгоградском заводе транспортного машиностроения с 2005 по 2010 год. Всего было выпущено 185 троллейбусов.
- ПТ-5280.02 — модификация троллейбуса ЛиАЗ-5280 (ВЗТМ), прошедшая сборку на Петрозаводском ЦКР в 2006 году. Всего было выпущено 2 троллейбуса.

## Эксплуатирующие города
По состоянию на ноябрь 2023 года ЛиАЗ-5280 обеих модификаций эксплуатируется в следующих городах:
| Страна | Город             | Эксплуатирующая организация                                               | Модификация и количество (актуальное) |
| ------ | ----------------- | ------------------------------------------------------------------------- | ------------------------------------- |
| Россия | Иркутск           | МУП «Иркутскгортранс»                                                     | ЛиАЗ-5280: 10                         |
| Россия | Волгодонск        | МУП «ГПТ» г. Волгодонска                                                  | ЛиАЗ-5280: 7, ЛиАЗ-5280 (ВЗТМ): 7     |
| Россия | Иваново           | МУП «ИПТ»                                                                 | ЛиАЗ-5280: 4                          |
| Россия | Ленинск-Кузнецкий | МП «Производственное троллейбусное управление города Ленинска-Кузнецкого» | ЛиАЗ-5280: 8                          |
| Россия | Нижний Новгород   | ГП НО «Нижегородэлектротранс»                                             | ЛиАЗ-5280 (ВЗТМ): 17                  |
| Россия | Петрозаводск      | ПМУП «Городской транспорт»                                                | ЛиАЗ-5280: 5, ЛиАЗ-5280 (ВЗТМ): 1     |
| Россия | Рязань            | МУП «УРТ»                                                                 | ЛиАЗ-5280: 9                          |
| Россия | Рыбинск           | АО «Рыбинскэлектротранс»                                                  | ЛиАЗ-5280: 1                          |
| Россия | Санкт-Петербург   | Инициативная группа «Неватролл»                                           | ЛиАЗ-5280 (ВЗТМ): 1                   |
| Россия | Ставрополь        | ГУП СК «Крайтранс»                                                        | ЛиАЗ-5280: 1                          |
| Россия | Томск             | ТГУ МП «Трамвайно-троллейбусное управление»                               | ЛиАЗ-5280 (ВЗТМ): 1                   |
| Россия | Тула              | МКП «Тулгорэлектротранс»                                                  | ЛиАЗ-5280 (ВЗТМ): 6                   |
| Россия | Челябинск         | ООО «ЧелябГЭТ»                                                            | ЛиАЗ-5280 (ВЗТМ): 40                  |
| Россия | Ярославль         | АО «Яргорэлектротранс»                                                    | ЛиАЗ-5280: 11, ЛиАЗ-5280 (ВЗТМ): 6    |

## Особенности троллейбуса
Хоть троллейбусные кузова выпускались на одном конвейере с их автобусными аналогами, в них присутствует ряд различий. Основным является усиленная крыша: чтобы выдержать вес электроаппаратуры (в общей сложности не меньше 350 кг), вдоль крыши, между ней и внутренней обшивкой, приварены широкие стальные полосы с отверстиями, а поперек — трубчатые ребра. В остальном кузова автобусных и троллейбусных версий полностью унифицированы.

## Основные недостатки троллейбуса
- «Автобусное» происхождение приводит к некоторым недостаткам конструкции троллейбуса: кузов ЛиАЗа-5280 теснее конкурентов из-за большого моторного тоннеля в корме (электродвигатель намного компактнее дизеля со всеми его системами и коробкой передач).
- В машинах досборки ВЗТМ холодно в салоне в зимнее время года.

## Галерея

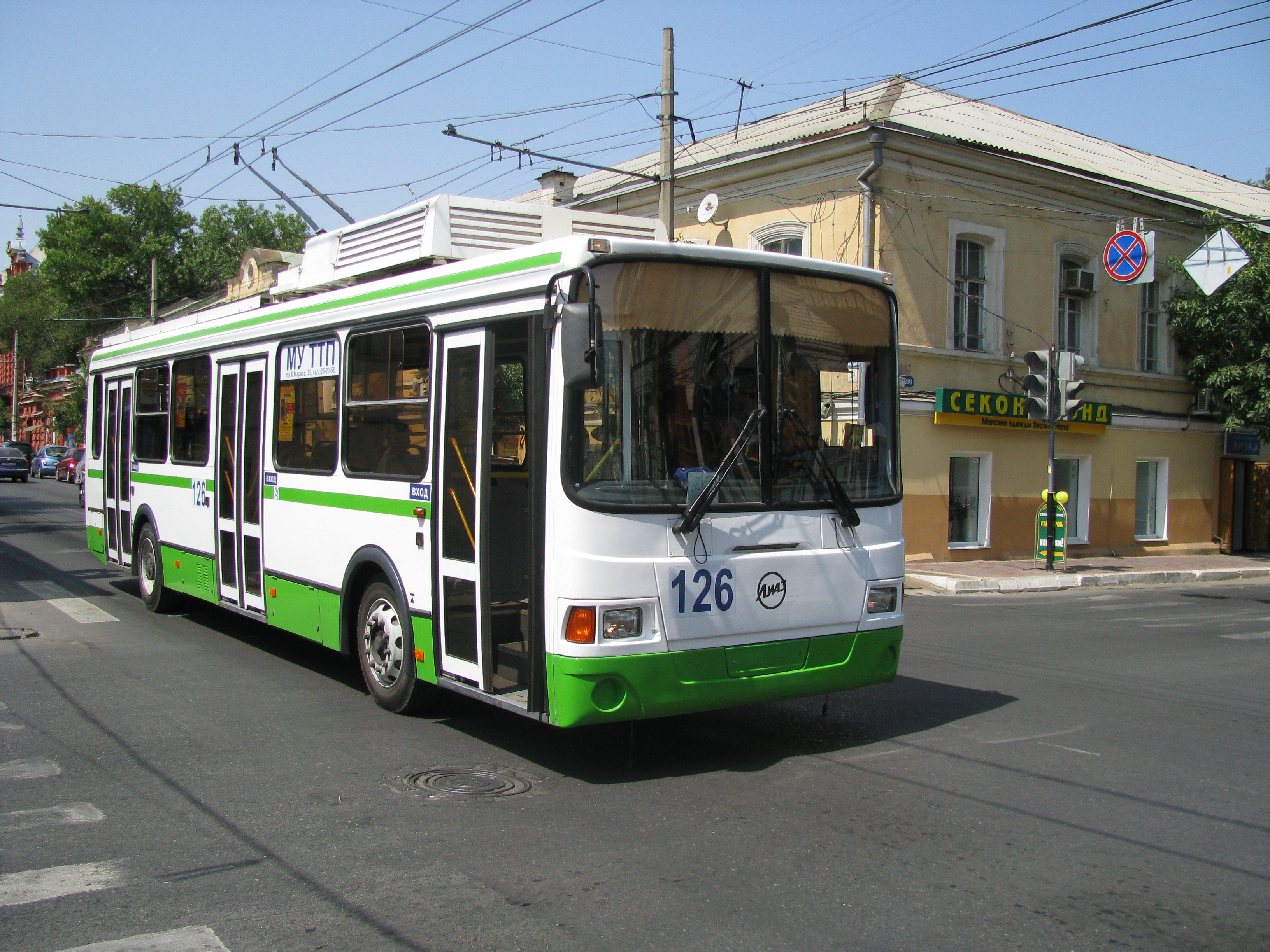
Троллейбус ЛиАЗ-5280 в Астрахани.
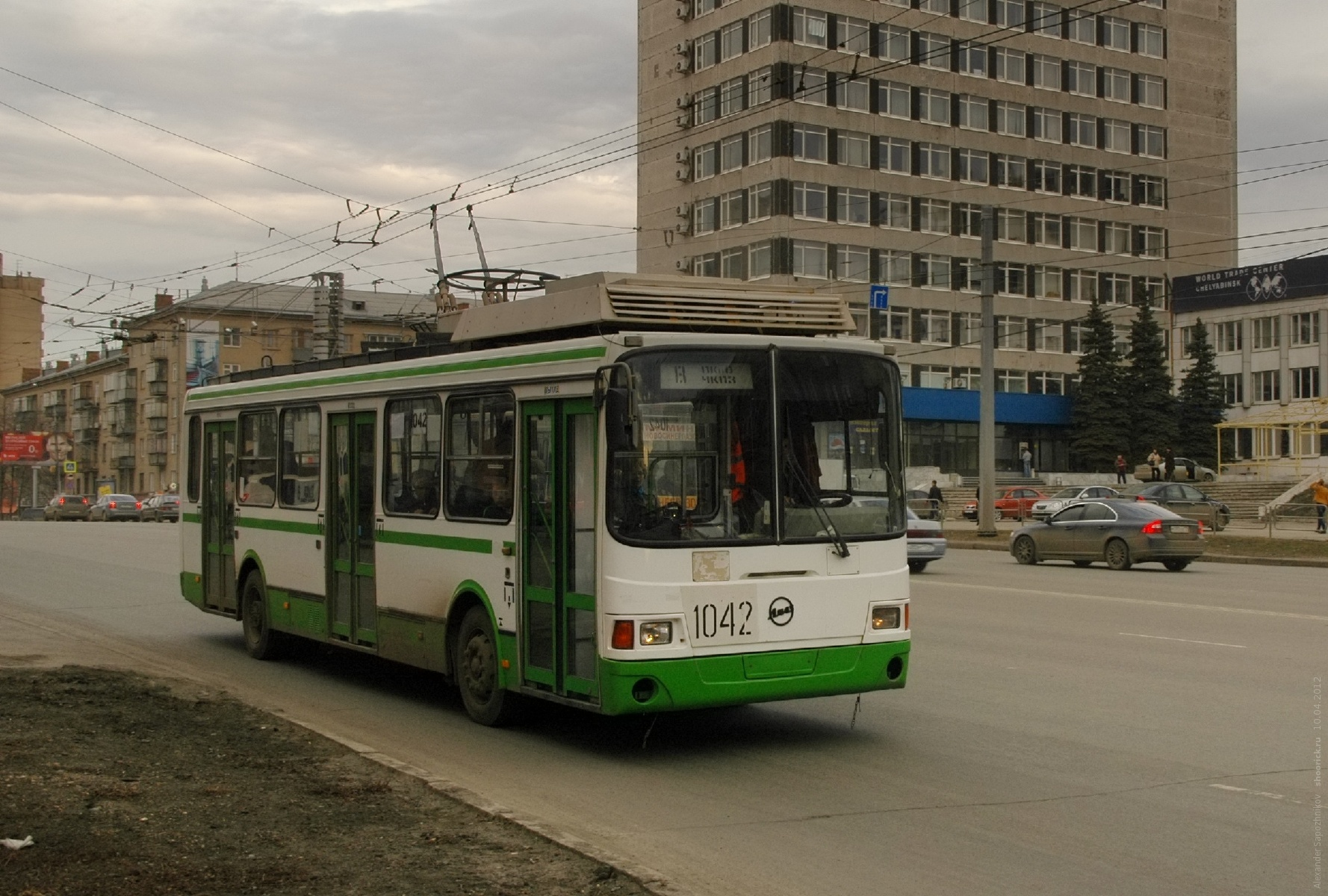
Троллейбус ЛиАЗ-5280 (ВЗТМ) в Челябинске.
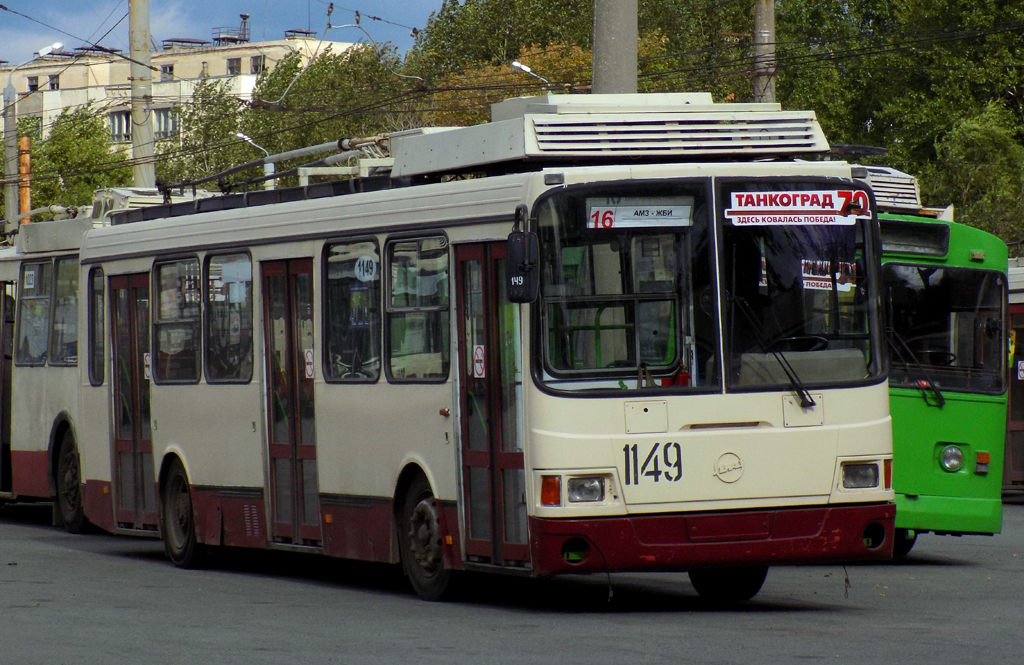
Троллейбус ЛиАЗ-5280 (ВЗТМ) в Челябинске, после ребрендинга.
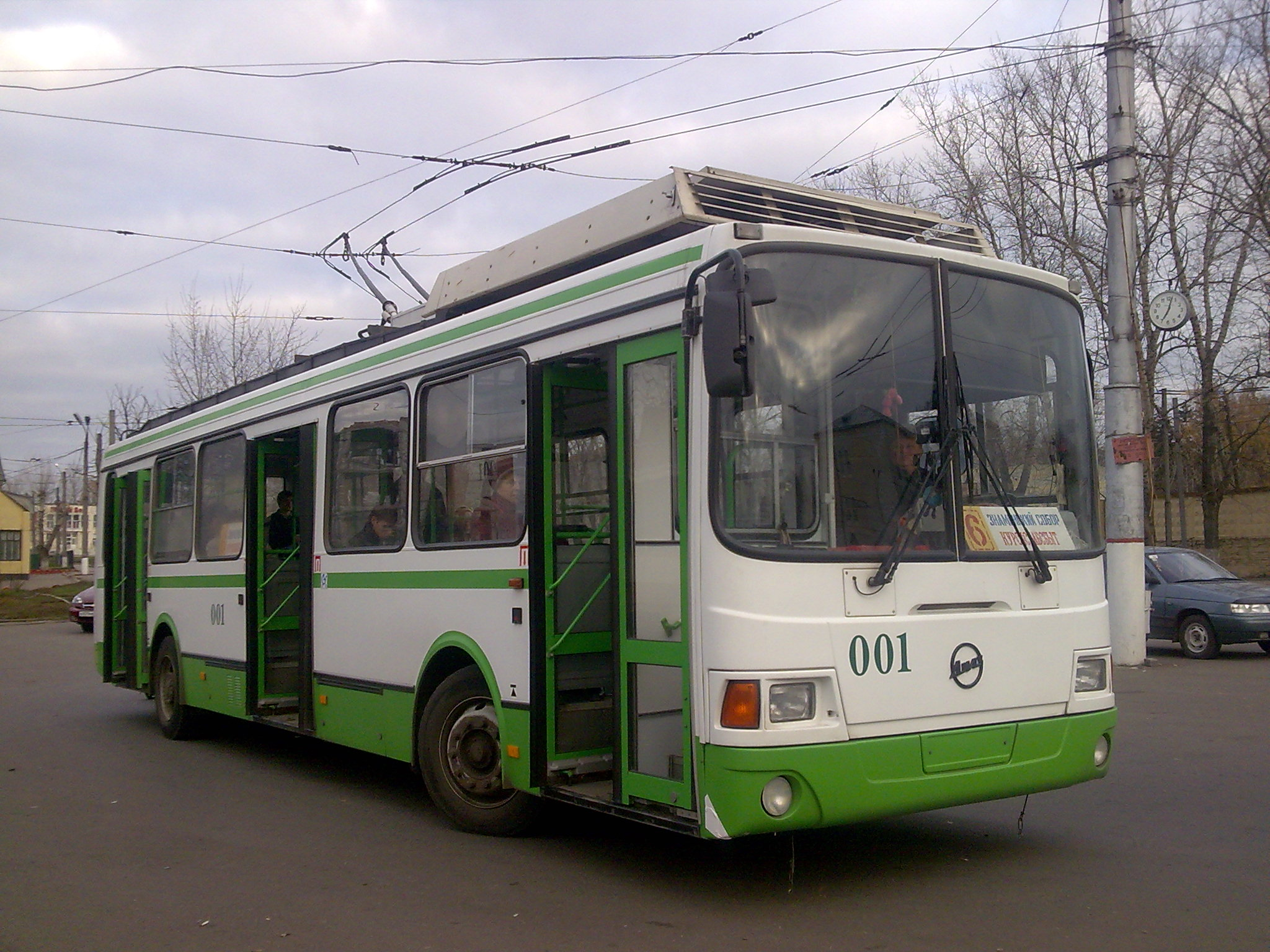
Троллейбус ЛиАЗ-5280 (ВЗТМ) в Курске.
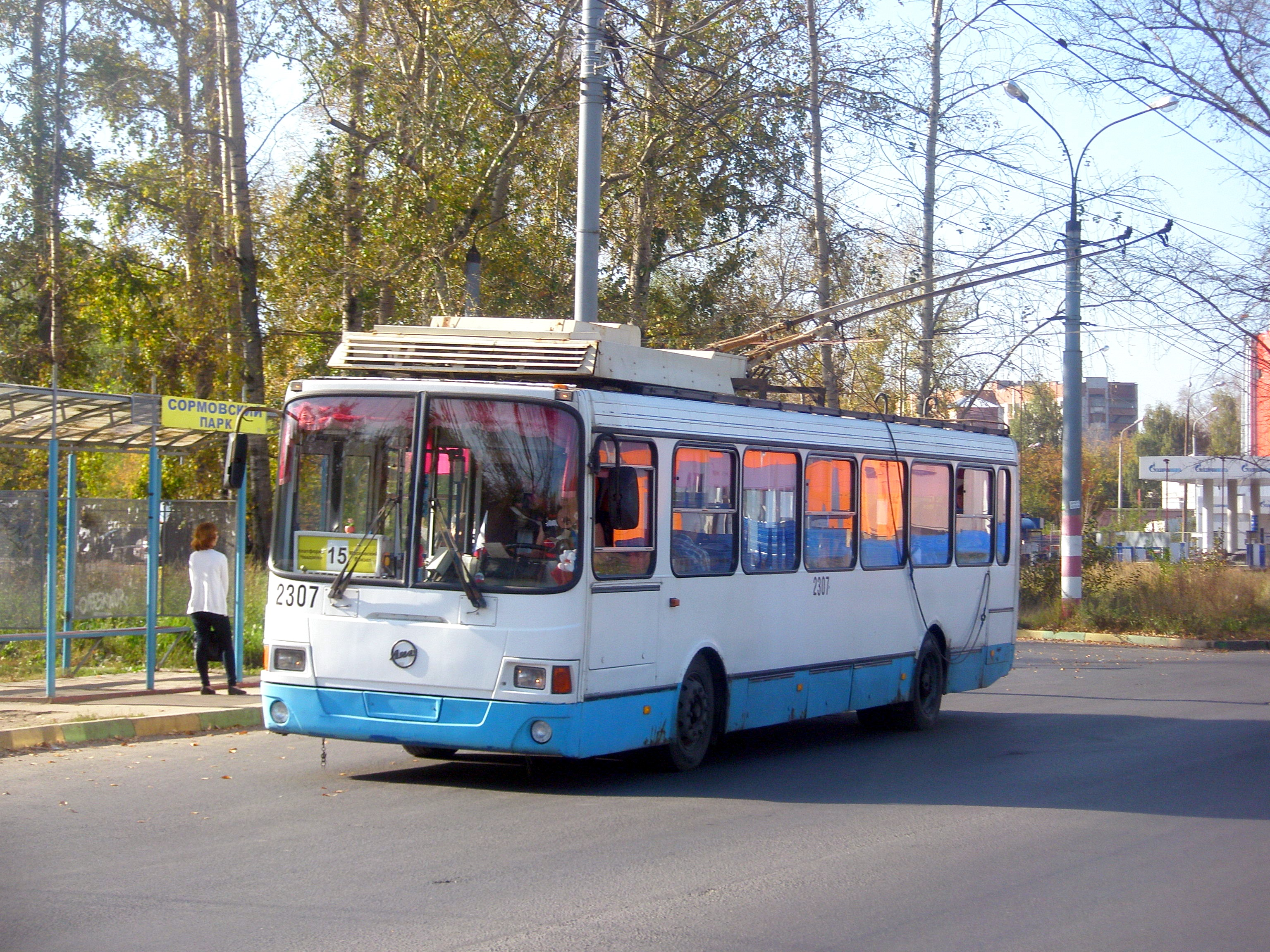
ЛиАЗ-5280 (ВЗТМ) в Нижнем Новгороде.
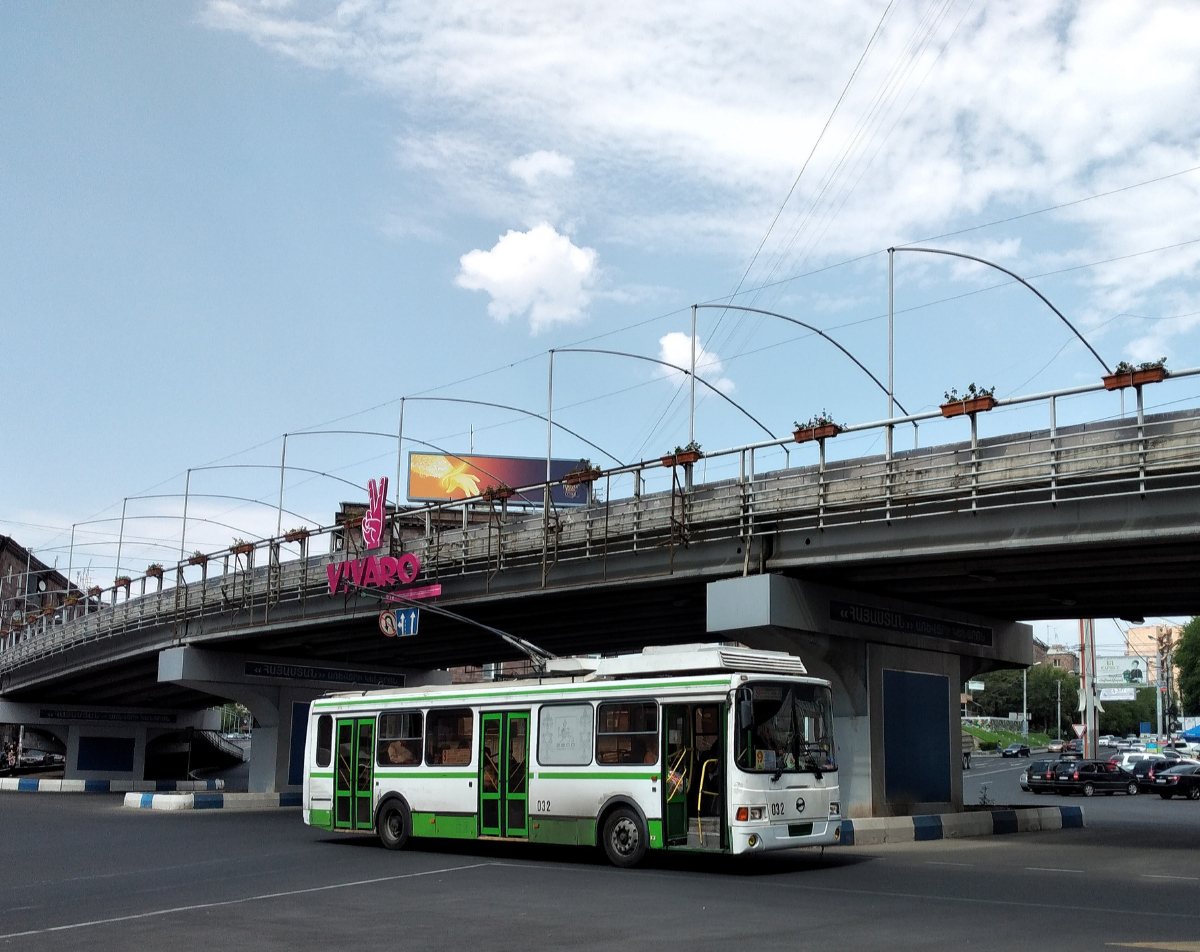
Троллейбус ЛиАЗ-5280 (ВЗТМ) в Ереване.